# Carlos Gomes (Rio Grande do Sul)
Pour les articles homonymes, voir Carlos Gomes.
Carlos Gomes est une municipalité de l'État du Rio Grande do Sul, située dans la mésorégion Nord-Ouest et dans la microrégion d'Erechim.
Autrefois rattachée à la municipalité de Viadutos, la localité s'est émancipée le 20 mars 1992 et fut baptisée en hommage au compositeur brésilien Antônio Carlos Gomes. La plupart des habitants sont d'origine polonaise. La municipalité vit essentiellement de l'agriculture et de l'élevage porcin.